# 뱅상 제
뱅상 제(프랑스어: Vincent Jay, 1985년 5월 18일 ~ )는 프랑스의 은퇴한 바이애슬론 선수이다.